# Memphré
Memphré est une créature lacustre, qui vivrait dans les eaux troubles du lac Memphrémagog, au Québec (d'où son nom Memphré abréviation de Memphrémagog, selon certains[Qui ?]) et aux États-Unis. Ce serait Ralph Merry, premier colon du territoire de Magog qui a fait part dans ses livres en 1816, que les habitants avaient peur d'aller près du lac par peur de voir un ou des monstres marins.

## Description
Le monstre est souvent décrit comme  ressemblant à un serpent de mer ou à un plésiosaure comparable au monstre du Loch Ness en Écosse.

## Histoire
Il aurait été aperçu pour la première fois en 1816 par huit témoins racontant avoir vu de nombreuses apparitions d'un énorme serpent à Ralph Merry, premier colon établi à Magog.  Au cours des deux derniers siècles, quelque 225 apparitions de la créature ont été rapportées (Cf. le Stanstead Journal en 1847 : « un animal étrange, ressemblant à un serpent de mer, (…) existe dans le lac Memphrémagog. »